# تپه چغا ماندنی
تپه چغا ماندنی مربوط به دوران‌های تاریخی پس از اسلام است و در شهرستان بروجرد، بخش مرکزی، روستای عربان واقع شده و این اثر در تاریخ ۲۳ بهمن ۱۳۸۰ با شمارهٔ ثبت ۴۷۶۶ به‌عنوان یکی از آثار ملی ایران به ثبت رسیده است.